# Conus sinaiensis
Espèce
Conus sinaiensis est une espèce de mollusques gastéropodes marins de la famille des Conidae.
Comme toutes les espèces du genre Conus, ces escargots sont prédateurs et venimeux. Ils sont capables de « piquer » les humains et doivent donc être manipulés avec précaution, voire pas du tout.

## Distribution
Cette espèce marine d'escargot conique est présente dans le Golfe d'Aqaba.

## Taxonomie

### Publication originale
L'espèce Conus sinaiensis a été décrite pour la première fois en 2016 par les malacologistes Edward James Petuch (d) et David P. Berschauer dans « The Festivus »,.

### Synonymes
- Miliariconus sinaiensis Petuch & Berschauer, 2016 · non accepté (combinaison originale)